# نبوی
نبوی نامی خانوادگی است از جمله برای این افراد:
- بهزاد نبوی
- مرتضی نبوی
- سیف‌الدین نبوی
- سيد ابراهيم نبوی
- سید محمدحسن نبوی
- عزیز نبوی
- لطف‌الله نبوی